# Rondeletia berteroana
Rondeletia berteroana är en måreväxtart som beskrevs av Dc.. Rondeletia berteroana ingår i släktet Rondeletia och familjen måreväxter. Inga underarter finns listade i Catalogue of Life.